# Texe Marrs
 (octobre 2007).
Si vous disposez d'ouvrages ou d'articles de référence ou si vous connaissez des sites web de qualité traitant du thème abordé ici, merci de compléter l'article en donnant les références utiles à sa vérifiabilité et en les liant à la section « Notes et références ».
Pour les articles homonymes, voir Jim Marrs.
Texe Marrs  (15 juillet 1944 – 23 novembre 2019) est un ancien officier de l'US Air Force, un pasteur protestant américain et un théoricien du complot originaire d'Austin (Texas).

## Biographie
Auteur de plusieurs livres dénonçant le Nouvel Âge, il est aussi connu pour avoir écrit un livre détaillant longuement la symbologie maçonnique et les sociétés secrètes. Il affirme son antimaçonnisme, antisionisme, antimormonisme et anticatholicisme semblable à celui de Jack Chick.
Mais il est surtout reconnu pour son antisémitisme ayant publié des thèses foncièrement calomnieuses envers les Juifs et vendant sur son site internet des copies du faux Les Protocoles des Sages de Sion ainsi que des ouvrages négationnistes. 
Il a étudié à Park College à Kansas City et à l'université d'État de la Caroline du Nord. Ancien officier de l'USAF, il a porté son ministère auprès des vétérans de la guerre du Viêt Nam.

## Ouvrages publiés
- America Shattered, 1980.
- A Perfect Name for Your Pet, Texe and Wanda Marrs, Heian, San Francisco, 1983.
- You and the Armed Forces, ARCO, 1983.
- Careers in Computers: The High-Tech Job Guide, Monarch Press, 1984.
- How to Prepare for the Armed Forces Test - ASVAB, Barrons, 1984.
- Careers in High Technology, Irwin Professional Publications, 1985.
- High Tech Job Finder, Texe and Wanda Marrs, John Wiley & Sons, 1985.
- The Great Robot Book, Texe and Wanda Marrs, Julin Messenger, 1985.
- The Personal Robot Book, Robotic Industries Association, 1985.
- High Technology Careers, Dow Jones & Irwin, 1986.
- Preparation for the Armed Forces Test, MacMillan, 1986.
- The Woman's Guide to Military Service, Texe Marrs and Karen Read, Liberty Publishing Company, 1987.
- Rush to Armageddon, Tynsdale, 1987.
- Dark Secrets of the New Age, Crossway Books, 1987.
- Mystery Mark of the New Age, Crossway Books, 1988.
- Futuristic Careers: Jobs Today in the 21st Century Fields, Scott Foresman & Co, 1988.
- Careers with Robots, Facts On File, 1988.
- Mega Forces: Signs and Wonders of the Coming Chaos, Living Truth Publishers, 1988.
- Ravaged by the New Age: Satan's Plan to Destroy Our Kids, Living Truth Publishers, 1989.
- New Age Cults and Religions, Living Truth Publishers, 1990.
- Dark Majesty: The Secret Botherhood and the Magic of a Thousand Points of Light, Living Truth Publishers, 1992.
- Big Sister Is Watching You: Hillary Clinton and the White House Feminists Who Now Control America, Living Truth Publishers, 1993.
- Project L.U.C.I.D.: The Beast 666 Universal Human Control System, Living Truth Publishers, 1996.
- Days of Hunger, Days of Chaos: The Coming Great Food Shortages in America, Living Truth Publishers, 1999.
- Millennium: Peace, Promises and the Day They Take Our Money Away, Rivercrest Publishing, 2000.
- Circle of Intrigue: The Hidden Inner Circle of the Global Illuminati Conspiracy, Rivercrest Publishing, 2000.
- Codex Magica: Secret Signs, Mysterious Symbols, and Hidden Codes of the Illuminati, Rivercrest Publishing, 2005.

## Vidéos
- Cauldron of Abaddon—From Jerusalem and Israel Flow a Torrent of Satanic Evil...
- Gulag U.S.A.—Concentration Camps in America
- Illuminati Mystery Babylon—The Hidden Elite of Israel, America, and...
- Leviathan In Space—Strange Mysteries, Oddities, and Monstrosities of the U.S space program
- "The Eagle Has Landed!"—Magic, Alchemy, and the Illuminati Conquest of Outer Space
- Tower of Infamy—The Illuminati, Secret Societies, Reverend Moon, and...
- Vatican Rising—The Seduction of Christianity and the Triumph of Rome
- The Bloodstained Hands of Big Brother Government
- The Freeman Perspective: Codex Magica
- Project L.U.C.I.D. - The Beast 666 Universal Human Control System
- The Green Barbarians
- Masonic Lodge Over Jerusalem
- Monuments To the Beast - Occultic Architecture
- Thunder Over Zion
- Sting of the Iron Beast - The Wicked New World Order Army And the Rise of the Fourth Beast Kingdom
- Nightstalkers Over America - Urban Warrior Exercises And Our Gestapo Police State